# Волиця-Снятицька
Волиця-Снятицька (пол. Wolica Śniatycka) — село в Польщі, у гміні Комарів-Осада Замойського повіту Люблінського воєводства. Населення — 280 осіб (2011).

## Історія
За даними етнографічної експедиції 1869—1870 років під керівництвом Павла Чубинського, у селі здебільшого проживали греко-католики, усе населення розмовляло українською мовою.
За німецької окупації 1939-1944 років у селі діяла українська школа.
У 1975—1998 роках село належало до Замойського воєводства.

## Демографія
Демографічна структура станом на 31 березня 2011 року:
|          | Загалом | Допрацездатний вік | Працездатний вік | Постпрацездатний вік |
| -------- | ------- | ------------------ | ---------------- | -------------------- |
| Чоловіки | 152     | 38                 | 98               | 16                   |
| Жінки    | 128     | 25                 | 73               | 30                   |
| Разом    | 280     | 63                 | 171              | 46                   |